# Edurne Pasaban
Edurne Pasaban Lizarribar (ur. 1 sierpnia 1973 w Tolosie, Hiszpania) – himalaistka baskijska, zdobywczyni Korony Himalajów i Karakorum.

## Zdobyte ośmiotysięczniki
- 23 maja 2001 – Mount Everest
- 16 maja 2002 – Makalu
- 5 października 2002 – Czo Oju
- 26 maja 2003 – Lhotse
- 19 lipca 2003 – Gaszerbrum II
- 26 lipca 2003 – Gaszerbrum I
- 26 lipca 2004 – K2
- 20 lipca 2005 – Nanga Parbat
- 12 lipca 2007 – Broad Peak
- 1 maja 2008 – Dhaulagiri
- 5 października 2008 – Manaslu
- 18 maja 2009 – Kanczendzonga (jako trzecia kobieta w historii po Ginette Harrison i Gerlinde Kaltenbrunner)
- 17 kwietnia 2010 – Annapurna
- 17 maja 2010 – Sziszapangma